# Дутка Іван Олександрович
Іван Олександрович Дутка (25 травня 1899, Ленківці (нині мікрорайон Чернівців) — 28 березня 1940), Чернівці) — український артист, співак (баритон).

## Біографія

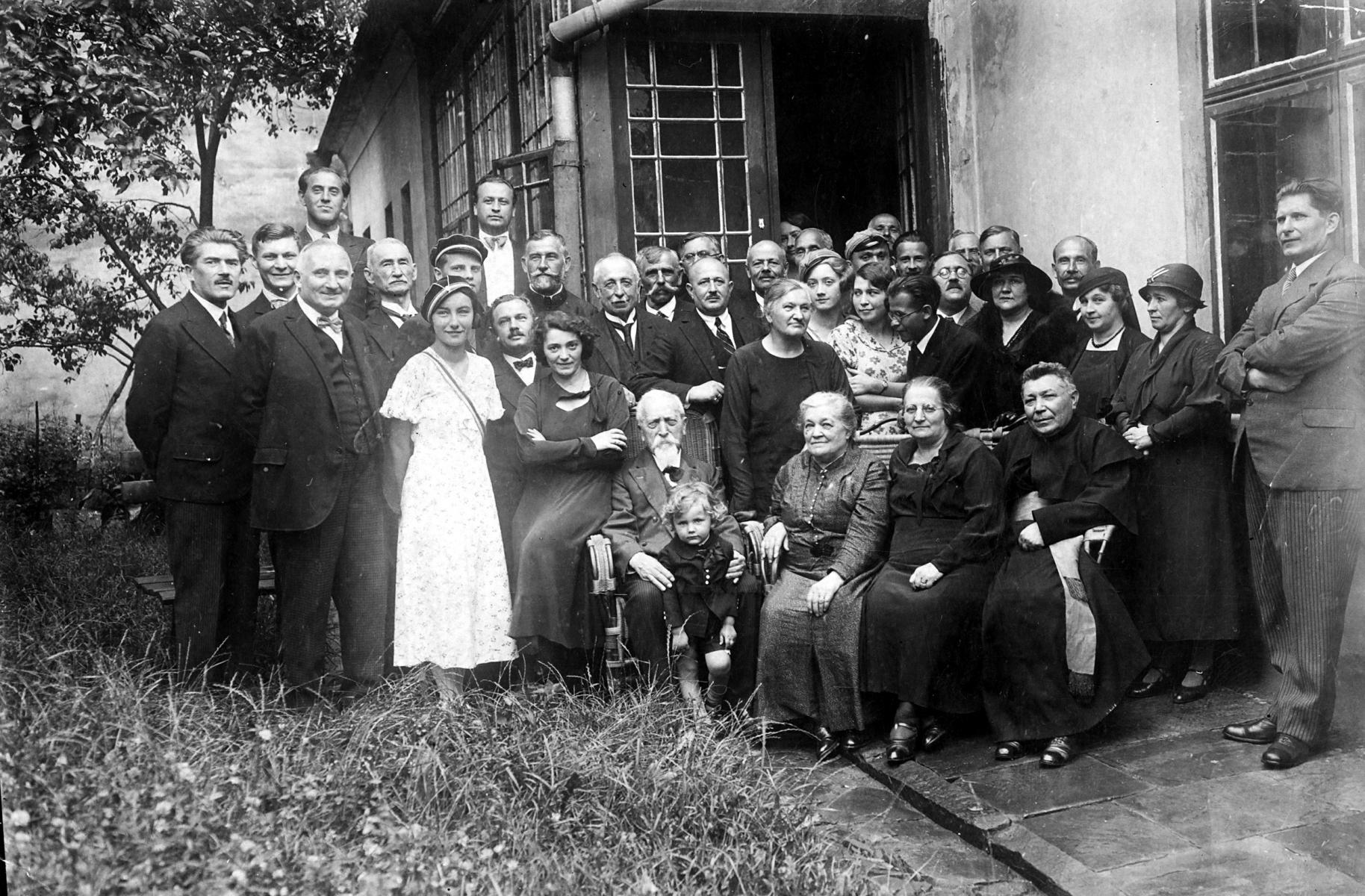
Присутні на ювілеї Володимира Корнич-Ясеницького біля його будинку 18 липня 1934 р. Зліва направо стоять — перший ряд: Володимир Гузар, невідома, син Роман, сидить на бильці стільця дружина Романа Марія; сидять: Володимир Корнич-Ясеницький, в нього на руках син Романа, поруч дружина (дочка Генріха Пардіні), дружина отця Миколи Сімовича, о. Микола Сімович; другий ряд: художник Євсебій Ліпецький, невідомий, старший чоловік (худий) Т.Іваницький — редактор газети «Час», вище стоїть актор Іван Дутка, о. Іван Джулинський, голова товариства «Український Народний Дім» Т.Бриндзан, поклав руку на спинку стільця А.Завада, справа крайній стоїть С.Проць.

Іван Олександрович Дутка народився 25 травня 1899 року в передмісті Чернівців — Ленківцях (тепер — мікрорайон Чернівців) в сім'ї вчителя. 
Після 4-рїчного навчання в Ленківцях батьки віддали сина до реальної школи у Чернівці. Там Іван встиг закінчити лише п'ять класів — вибухнула Перша світова війна. 
Уже по війні, за наполяганням батьків, він готує себе до педагогічної діяльності. Але щоб скласти іспити на звання вчителя, треба було ще мати музичну освіту. Здобути її допоміг талановитий викладач музики Чернівецької учительської семінарії широко знаний у місті маестро Кость Гоморуг (керівник хору товариства «Буковинський кобзар»).
На початку 1918 р. І. Дутка вступив до галицької театральної трупи (мав прекрасний баритон, брав участь в аматорських гуртках), яка прибула у Герцогство Буковина на чолі з відомою артисткою Катериною Рубчаковою. 
У 1918-1919 рр. працював у Чернівецькому українському театрі «Народного дому» (керівник К. Рубчакова),
1919-1925 рр. — в "Українському Чернівецькому театрі (керівник С. Терлецький), 
1925-1928 рр. — у німецькій опереті, 
1929-1933 рр. — в «Українському театрі ім. Чернецького» (керівник І. Дудич). 
Упродовж 1933-1939 рр. Дутка — головний режисер і актор Чернівецького драматичного театру «Драматична секція при товаристві „Буковинський Кобзар“,
 З 1932 року — член Синдикату (мистецького об'єднання) артистів Румунії».
Весною 1939 року румунська влада заборонила йому займатися сценічною діяльністю, як такому, що «своєю грою підбурював народ, викликав небезпечні почуття у глядачів».
Іван Дутка передчасно помер в розквіті сил і таланту 28 березня 1940 року.
Похований в Чернівцях на цвинтарі «Історико-культурний заповідник кладовища на вулиці Зеленій».
У 1989 р. на могилі І. Дутки був встановлений надгробок, а в 2001 р. на могилі відомого актора відбулося відкриття погруддя (автор — скульптор Анатолій Скиба).

## Творча діяльність

### Як актора
У виставах актор І. Дутка виступав як блискучий виконавець головних ролей. Він був митцем широкого діапазону, володів даром миттєвого перевтілення, створив на сцені українського театру Буковини низку дуже несхожих сценічних образів. Його порівнювали із знаменитими на той час німецькими артистами П. Вегенером та Р. Форстером.
Головні ролі:
- молодий циган Василь («Циганка Аза» М. Старицького),
- Бульба («Тарас Бульба» М. Старицького),
- Шельменко («Шельменко-денщик» Г. Квітки-Основ'яненка),
- Назар («Назар Стодол я» Т. Шевченка);
- Михайло Гурман («Украдене щастя» 1.Франка);
- Олекса Довбуш («Довбуш» О. Федьковича);
- Гнат («Безталанна» І. Карпенка-Карого);
- Юрій («Казка старого млина» С. Черкасенка);
- Степан («Невольник» М. Кропивницького);
- Андрій і Семен («Хмара» О. Суходільського);
- Хома і Василь («Ой, не ходи, Грицю…» та «Циганка Аза» М. Старицького);
- Хлестаков («Ревізор» М. Гоголя);
- Йон («Напасть» Й. Караджале).

### Як режисера
Основні постановки:
- «Тарас Бульба» і «Кармалюк» М. Старицького;
- «Бояриня» Лесі Українки;
- «Брехня» В. Винниченка;
- «Ясні зорі» Б. Грінченка;
- «Батько» А. Стрінберга;
- «Украдене щастя» І. Франка;
- «Напасть» Й. Караджале;
- «Хмара» О. Суходольського;
- «Лікар мимоволі» Ж.-Б. Мольєра.